# Colita (Fotografin)

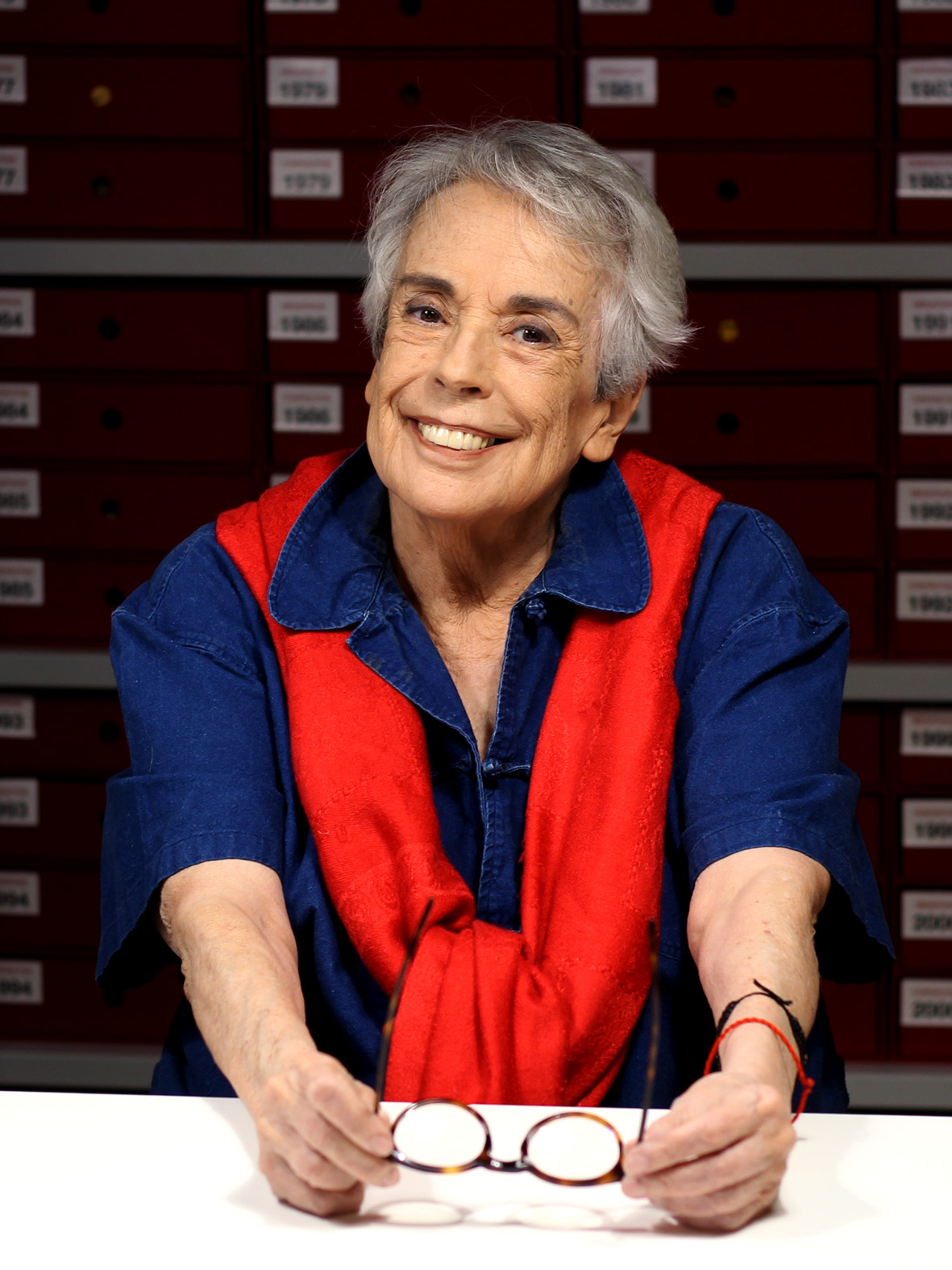
Colita

Colita, eigentlich Isabel Steva Hernández (geboren am 24. August 1940 in Barcelona; gestorben am 31. Dezember 2023 ebenda) war eine spanische Fotografin.

## Ausbildung
Colita lernte bis zum Alter von 17 Jahren am Kolleg Sagrat Cor (katalanisch; spanisch Sagrado Corazón). Nach einem literaturwissenschaftlichen Propädeutikum zog sie nach Paris und studierte französische Kultur an der Universität von Paris (Sorbonne).

## Fotografisches Werk
Nach Barcelona zurückgekehrt, lernte sie die Fotografen Oriol Maspons, Julio Ubiña und Xavier Miserachs kennen, von denen sie die handwerklichen Fähigkeiten einer professionellen Fotografin erlernte. 1961 arbeitete sie ein Jahr lang bei Xavier Miserachs als Laborantin und Stylistin.
1962 arbeitete sie als Fotografin für den Film Los Tarantos des Regisseurs Francesc Rovira Beleta. Sie freundete sich mit der Darstellerin der Hauptrolle an, der Flamencotänzerin Carmen Amaya. Sie begeisterte sich für den Flamenco und zog nach Madrid, wo sie sich für zwei Jahre niederließ. Unter anderem fotografierte sie Antonio Gades und La Chunga. Das Ergebnis dieser Zeit ist ihr gemeinsam mit José Manuel Caballero Bonald verfasstes Buch Luces y sombras del Flamenco von 1975, das 1998 und 2006 neu aufgelegt und erweitert wurde.
Während der letzten Jahre des Franquismus lebte sie in Barcelona und arbeitete dort für die damals aktuellen progressiven Zeitschriften, insbesondere Fotogramas, Tele/eXprés, Mundo Diario und Destino. Ihre erste Ausstellung war 1965 Evocación del modernismo am Colegio de Arquitectos; eine Gemeinschaftsausstellung von bildenden Künstlern: Daniel Argimon, Colita, Jordi Curós, Jordi Galí, Josep Guinovart, Oriol Maspons, Albert Ràfols-Casamada, Tharrats und Romà Vallès. Sie wechselte von der Presse- zur Filmfotografie und arbeitete mit den Regisseuren der sogenannten Escuela de Barcelona zusammen: Vicente Aranda, Jaime Camino, Jacinto Esteva, José Duràn. Diese Gruppe hatte das Ziel, ein europäisches fortschrittliches Kino zu schaffen, im Gegensatz zum Kino des Franco-Regimes. So ergab sich für sie die Gelegenheit, mit bekannten spanischen Regisseuren wie Luis Cuadrado, Juan Amorós und Fernando Arribas zusammenzuarbeiten.
1967 arbeitete sie mit der Plattenfirma Edigsa und der katalanischen Bewegung für neue Lieder zusammen. Sie schuf Albumcover und Plakate für Presse- und Werbekampagnen, besonders für Guillermina Motta, Núria Feliu und Joan Manuel Serrat. Später spezialisierte sie sich auf Porträtfotografie und wurde zur Fotografin der Intellektuellen- und Künstlergruppe Gauche divine. Mit einer Sammlung von Porträts bestritt sie 1971 eine Ausstellung in der Galería Aixelà. Es war die kürzeste Ausstellung ihrer Karriere, weil sie am Tag nach der Eröffnung von der Polizei geschlossen wurde. Ihre Liebe zu Krimis und Mystery veranlasste Beatriz de Moura, Direktorin des Verlags Tusquets Editores, ihr die Reihe Serie Negra anzuvertrauen. Parallel dazu leitete sie bis 1978 die Fotoabteilung der Zeitschrift Vindicación Feminista. Während des demokratischen Übergangs arbeitete sie mit den Zeitschriften Interviú, Reporter, Cuadernos para el diálogo, La Calle und Bocaccio zusammen. Ihre langjährige Zusammenarbeit mit Joan Manuel Serrat mündete in die Ausstellung El Serrat de Colita von 1998. Im selben Jahr verlieh ihr die Stadt Barcelona gemeinsam mit den Fotografen Oriol Maspons und Leopoldo Pomés die Medalla al Mérito Artístico (Verdienstmedaille für Kunst).
2014 sollte sie mit dem Premio Nacional de Fotografía geehrt werden. Mit Verweis auf die Situation von Kultur und Bildung in Spanien lehnte sie den Preis ab. Anlässlich des 40. Jahrestages des Beschlusses der spanischen Verfassung wurde die Ausstellung El poder del arte (die Macht der Kunst) veranstaltet, unter anderem mit Werken aus dem Bestand des Museo de Arte Reina Sofïa und Arbeiten von ihr. Zum ersten Mal wurden ihre Arbeiten im Congreso de los Diputados und im Senado ausgestellt.
2019 nahm sie an der Ausstellung Poéticas de la emoción im CaixaForum Barcelona teil. Neben ihr waren die zeitgenössischen Künstler Bill Viola, Manuel Miralles, Shirin Neshat, Esther Ferrer und Pipilotti Rist dort vertreten.
In 44 Berufsjahren nahm Colita an mehr als 40 Ausstellungen teil, und sie publizierte mehr als 30 Fotografie-Bücher. Nach dem Verschwinden des Franco-Regimes und dem Entstehen demokratischer Stadtverwaltungen widmete sie sich der Stadt Barcelona und ihrem Wandel sowie der Darstellung des kulturellen und sozialen Lebens Kataloniens.

## Auszeichnungen
- 1998: Medalla al Mérito Artístico der Stadt Barcelona.
- 2004: Cruz de Sant Jordi der Generalitat de Catalunya.
- 2009: Mujeres Periodistas, Preis für nicht-sexistische Kommunikation.
- 2009: Premio 1º de mayo Joan Reventós der Stiftung Rafael Campalans.
- 2009: Premio FAD de honor Sebastià Gasch für paratheatrale Kunst.
- 2014: Premio Nacional de Fotografía; sie lehnte die Annahme ab.
- 2015: Premio Bartolomé Ros für das beste spanische Lebenswerk der Fotografie.

## Publikationen
- 1972: Habanera, Text von Ana María Moix. Limitierte Auflage, 100 nummerierte Exemplare.
- 1973: Una tumba. Text von Juan Benet. Tusquets Editor. Barcelona.
- 1973: Luces y sombras del flamenco. Text von José Manuel Caballero Bonald. Tusquets Editor. Barcelona. Neuauflage 2006 durch die Stiftung José Manuel Lara.
- 1974: Guía secreta de Barcelona. Text von Josep Maria Carandell. Al-Borak. Madrid.
- 1977: La antifémina. Text von Maria Aurèlia Capmany. Editora Nacional. Barcelona.
- 1977: El llibre de la Diada. Texte und Fotos von verschiedenen Autorinnen und Autoren. Ediciones Zeta. Barcelona.
- 1981: Els cementiris de Barcelona. Mit Pilar Aymerich. Text von Carmen Riera. Editorial Edhasa. Barcelona.
- 1982: Nueva guía secreta de Barcelona. Text von Josep Maria Carandell. Ediciones Martínez Roca. Barcelona.
- 1982: Arranz Bravo y Bartolozzi en su laberinto. Mehrere Autorinnen und Autoren. Barcelona.
- 1982: El Ensanche de Barcelona. Text von Josep Maria Carandell und Pilar Aymerich. La Caixa de Barcelona.
- 1982: Tretze que canten. Text von Joan Ramon Mainat. La Caixa de Catalunya.
- 1985: Art català contemporani. Katalog mit Werken katalanischer plastischer Künstler. Fonts D'Art Xarxa Cultural. Barcelona.
- 1987: L'Anoia. Serveis de Publicacions de la Diputació de Barcelona.
- 1988: La recerca a la Universitat Autònoma de Bellaterra. Publikation der Universidad Autónoma.
- 1988: El Zoo de Barcelona. Publikation der Stadt Barcelona.
- 1988: Diàlegs a Barcelona. Gemeinsam mit Xavier Miserachs. Transkript Xavier Febrès. Ajuntament de Barcelona.
- 1988: La creació del món. Text von Patricia Gabancho. Institut Teatre de la Diputació de Barcelona. Barcelona.
- 1988: Els barcelonins. Gemeinsam mit Oriol Maspons y Xavier Miserachs. Text von Ana María und Terenci Moix. Edicions 62. Barcelona.
- 1989: Les masies del Prat. Texte mehrerer Autorinnen und Autoren. Ajuntament del Prat de Llobregat. Barcelona.
- 1989: Barceldones. Mehrere Fotografinnen und mehrere Autorinnen und Autoren. Ediciones de L'Eixample. Barcelona.
- 1989: La silla Lola. Mit Manel Esclusa. OKAN Ediciones de Diseño. Barcelona.
- 1990: Catalunya, un gran mercat. Edición para Mercabarna. Barcelona.
- 1991: Núria Feliu, 25 anys. Generalitat de Catalunya.
- 1991: Cornellà, una ciutat. Ajuntament de Cornellà.
- 1991: Amigos. Mit Pilar Aymerich. Texte von Ana María Moix und Marta Pessarrodona. Fundación Purina. Barcelona.
- 1992: El Parc Zoològic de Barcelona. Mehrere Fotografinnen, Fotografen, Autorinnen und Autoren. Edicions 62. Barcelona.
- 1992: 15 dies d'eufòria. Die olympischen Spiele von Barcelona Mit Oriol Manspons und Xavier Miserachs. Text von Lluís Permanyer. Editorial Ambit. Barcelona.
- 1993: Retrato de Rosa Chacel. Mehrere Fotografinnen, Fotografen, Autorinnen und Autoren. Ministerio de Cultura. Madrid.
- 1993: Homenatge a Walter Benjamin. Mehrere Fotografinnen, Fotografen, Autorinnen und Autoren. Ministerio de Cultura. Madrid.
- 1995: Ciutat Vella, visions d'una passió. Mit Leopoldo Pomés, Toni Riera y Oriol Manspons. Texte von mehreren Autorinnen und Autoren. Edicions Lunwerg.
- 1995: Cornellà, la passió i el desig. Mit dem Maler Evaristo Benítez. Limitierte Auflage, 250 nummerierte Exemplare. Antonio Valero Grafics. Barcelona.
- 1995: 29 municipis i un riu. Texte von María Moix. Consejo Comarcal del Bajo Llobregat.
- 1995: Historia de la cerámica española. Texte von Trinidad Sánchez Pacheco. Edicions Balmes.
- 1996: Crònica Apassionada de la Nova Cançó. Text von Jordi Garcia-Soler. Editorial Flor del Vent.
- 1998: Portuàrium. Mit Oriol Maspons, Xavier Miserachs und Lluis Permanyer. Puerto de Barcelona.
- 1998: L'Hospitalet. Text von Ana María Moix. Ayuntamiento de Hospitalet. Barcelona.
- 1998: Sant Andreu. Texte von Josep Maria Huertas Clavería. Distrito de San Andrés. Ayuntamiento de Barcelona.
- 1999: Carmen Amaya 1963. Taranta, agosto, luto y ausencia. Mit Julio Ubiña. Texte von Ana María Moix und Francisco Hidalgo. Focal.
- 1999: El riu que veia passa els trens. Text von Patracia Gabancho. Barcelona Regional.
- 1999: Barcelona, dona d'aigua. Ajuntament de Barcelona.
- 1999: Oken 1989-1999. Mehrere Fotografinnen, Fotografen. Varios fotógrafos. Silla "Neko".
- 1999: Ayuntamientos democráticos de Cataluña. Mit Paco Elvira. Texte von mehreren Autorinnen und Autoren. Diputación de Barcelona.
- 2000: Agenda 2001. Ayuntamiento de Barcelona.
- 2000: La gauche divine. Mit Oriol Maspons und Xavier Miserachs. Editorial Lomwerg.
- 2002: 24 horas con la gauche divine. Text von Ana María Moix. Editorial Lumen.
- 2002: Castelldefels tot l'any. Texto de Ana María Moix. Ayuntamiento de Casteldefels.
- 2002: El riu de l'hivern. Consejo Comarcal del Bajo Llobregat.
- 2003: Els interiors d'illa de l'Eixample. Text von Lluís Permanyer. Ayuntamiento de Barcelona, Proeixample.
- 2003: Sin misterios del flamenco. Manuel Lorente Rivas. Diputación de Granada.
- 2004: Cornellá, una ciudad. Ayuntamiento de Cornellà.
- 2006: Piel de toro. Edhasa. 2005 Mirades Paral·leles. Museo de Arte de Cataluña.
- 2006: Mirades paral·leles. Museo de Arte de Cataluña.
- 2007: Una historia de la Marina de Sants. Vides paral·leles. Distrito de Sants Montjuic, 2007.
- 2007: Sant Climent de les Cireres. Ajuntament de Sant Climent de Llobregat, 2007.
- 2008: Memorias de Barcelona. Xavier Miserachs und Colita. Texte von Oriol Bohigas, Teresa Gimpera, Ana María Moix und Beatriz de Moura.
- 2010: Colita. Biblioteca de Fotógrafos Españoles. La Fábrica. Madrid.
- 2010: Colita. La meva cançó. Saga Editorial. Barcelona.